# Jay Berger
Pour les articles homonymes, voir Berger (homonymie).
Jay Berger, né le 26 novembre 1966 à Fort Dix, est un joueur de tennis américain.
Pendant sa carrière sur le circuit, il a remporté trois tournois en simple et un tournoi en double (avec Horacio de la Peña) à la fin des années 1980.
En 1989 il atteint les quarts de finale à deux reprises dans les tournois du Grand Chelem : Roland-Garros et US Open. Ajouté à sa victoires au tournoi de Charleston, ses finales à Indianapolis et Iparica, une 1/2 à Montréal et Miami, un 1/4 à Indian Weels et Rome, le propulse le 16 avril 1990 à la 7e place mondiale.
Il avait un service atypique, lors du lancer de balle son bras est déjà armé dans son dos (coude remonté et raquette vers le bas). Service choisi à la suite d'un traumatisme subi à l'épaule dans sa jeunesse.
Il est actuellement entraîneur à la fédération américaine de tennis (USTA). Il a notamment entraîné Ashley Harkleroad.
Son fils Daniel Berger (en) est golfeur, professionnel depuis 2013, vainqueur de plusieurs tournois du PGA Tour.

## Palmarès

### Titres en simple (3)
| No | Date       | Nom et lieu du tournoi                       | Catégorie | Dotation  | Surface      | Finaliste          | Score    |  |
| -- | ---------- | -------------------------------------------- | --------- | --------- | ------------ | ------------------ | -------- |  |
| 1  | 10-11-1986 | Copa Banco Galicia, Buenos Aires             |           | 85 000 $  | Terre (ext.) | Franco Davín       | 6-3, 6-3 |  |
| 2  | 31-10-1988 | Ford Cup, São Paulo                          |           | 100 000 $ | Dur (ext.)   | Horacio de la Peña | 6-4, 6-4 |  |
| 3  | 08-05-1989 | US Men's Clay Court Championship, Charleston |           | 190 000 $ | Terre (ext.) | Lawson Duncan      | 6-4, 6-3 |  |

### Finales en simple (4)
| No | Date       | Nom et lieu du tournoi                             | Catégorie              | Dotation  | Surface      | Vainqueur              | Score         |  |
| -- | ---------- | -------------------------------------------------- | ---------------------- | --------- | ------------ | ---------------------- | ------------- |  |
| 1  | 16-11-1987 | Argentine Open, Buenos Aires                       |                        | 89 400 $  | Terre (ext.) | Guillermo Pérez Roldán | 3-2, ab.      |  |
| 2  | 07-08-1989 | GTE US Men's Hardcourt Championships, Indianapolis |                        | 300 000 $ | Dur (ext.)   | John McEnroe           | 6-4, 4-6, 6-4 |  |
| 3  | 20-11-1989 | Tournoi d'Itaparica, Itaparica                     |                        | 275 000 $ | Dur (ext.)   | Martín Jaite           | 6-4, 6-4      |  |
| 4  | 23-07-1990 | Canadian Open, Toronto                             | Championship Series SW | 930 000 $ | Dur (ext.)   | Michael Chang          | 4-6, 6-3, 7-6 |  |

### Titre en double (1)
| No | Date       | Nom et lieu du tournoi | Catégorie | Dotation  | Surface    | Partenaire         | Finalistes                   | Score         |  |
| -- | ---------- | ---------------------- | --------- | --------- | ---------- | ------------------ | ---------------------------- | ------------- |  |
| 1  | 31-10-1988 | Ford Cup São Paulo     |           | 100 000 $ | Dur (ext.) | Horacio de la Peña | Ricardo Acuña Javier Sánchez | 5-7, 6-4, 6-3 |  |

### Finale en double (1)
| No | Date       | Nom et lieu du tournoi      | Catégorie | Dotation | Surface      | Vainqueurs                   | Partenaire         | Score   |  |
| -- | ---------- | --------------------------- | --------- | -------- | ------------ | ---------------------------- | ------------------ | ------- |  |
| 1  | 16-11-1987 | Argentine Open Buenos Aires |           | 89 400 $ | Terre (ext.) | Sergio Casal Tomás Carbonell | Horacio de la Peña | Forfait |  |

### Autres résultats
- Masters d'Indian Wells : demi-finaliste en 1989.
- Masters de Miami : demi-finaliste en 1990.
- Masters du Canada : demi-finaliste en 1989.

## Parcours dans les tournois duGrand Chelem

### En simple
| Année | Open d'Australie | Open d'Australie | Internationaux de France | Internationaux de France | Wimbledon      | Wimbledon | US Open        | US Open         | Open d'Australie | Open d'Australie |
| ----- | ---------------- | ---------------- | ------------------------ | ------------------------ | -------------- | --------- | -------------- | --------------- | ---------------- | ---------------- |
| 1985  | n.o.             | n.o.             | —                        | —                        | —              | —         | 1/8 de finale  | Y. Noah         | —                | —                |
| 1986  | n.o.             | n.o.             | —                        | —                        | —              | —         | 2e tour (1/32) | C. van Rensburg | n.o.             | n.o.             |
| 1987  | —                | —                | 3e tour (1/16)           | A. Gómez                 | —              | —         | 2e tour (1/32) | B. Gilbert      | n.o.             | n.o.             |
| 1988  | —                | —                | 2e tour (1/32)           | J. Nyström               | 2e tour (1/32) | K. Flach  | 2e tour (1/32) | I. Lendl        | n.o.             | n.o.             |
| 1989  | —                | —                | 1/4 de finale            | Bo. Becker               | —              | —         | 1/4 de finale  | A. Krickstein   | n.o.             | n.o.             |
| 1990  | —                | —                | 1er tour (1/64)          | A. Mancini               | —              | —         | 1/8 de finale  | A. Agassi       | n.o.             | n.o.             |
| 1991  | 3e tour (1/16)   | P. McEnroe       | —                        | —                        | —              | —         | —              | —               | n.o.             | n.o.             |

N.B. : à droite du résultat se trouve le nom de l'ultime adversaire.

### En double
| Année | Open d'Australie | Open d'Australie | Internationaux de France | Internationaux de France | Wimbledon | Wimbledon | US Open                     | US Open              |
| ----- | ---------------- | ---------------- | ------------------------ | ------------------------ | --------- | --------- | --------------------------- | -------------------- |
| 1987  | —                | —                | —                        | —                        | —         | —         | 2e tour (1/16) J. Ross      | C. Hooper M. Leach   |
| 1988  | —                | —                | —                        | —                        | —         | —         | 1er tour (1/32) R. Reneberg | M. Anger G. Holmes   |
| 1989  | —                | —                | —                        | —                        | —         | —         | 1er tour (1/32) J. Arias    | C. Beckman S. Cannon |
| 1990  | —                | —                | —                        | —                        | —         | —         | 1er tour (1/32) D. Flach    | B. Garrow S. Salumaa |

N.B. : le nom du ou de la partenaire se trouve sous le résultat ; le nom des ultimes adversaires se trouve à droite.

## Parcours dans lesMasters 1000
| Année | Indian Wells             | Miami                | Monte-Carlo      | Hambourg                | Rome                 | Canada          | Cincinnati               | Stockholm           | Paris |
| ----- | ------------------------ | -------------------- | ---------------- | ----------------------- | -------------------- | --------------- | ------------------------ | ------------------- | ----- |
| 1990  | 1/4 de finale Bo. Becker | 1/2 finale A. Agassi | 2e tour J. Yzaga | 1/4 de finale G. Forget | 2e tour O. Camporese | Finale M. Chang | 1/8 de finale J. Courier | 2e tour R. Reneberg | —     |

N.B. : sous le résultat se trouve le nom de l’ultime adversaire.